# Merzouga
Merzouga is een erg klein stadje aan de rand van het Marokkaanse woestijnduingebied Erg Chebbi. De meeste inwoners leven van landbouw en toerisme. Merzouga heeft ook vele dadelpalmen.

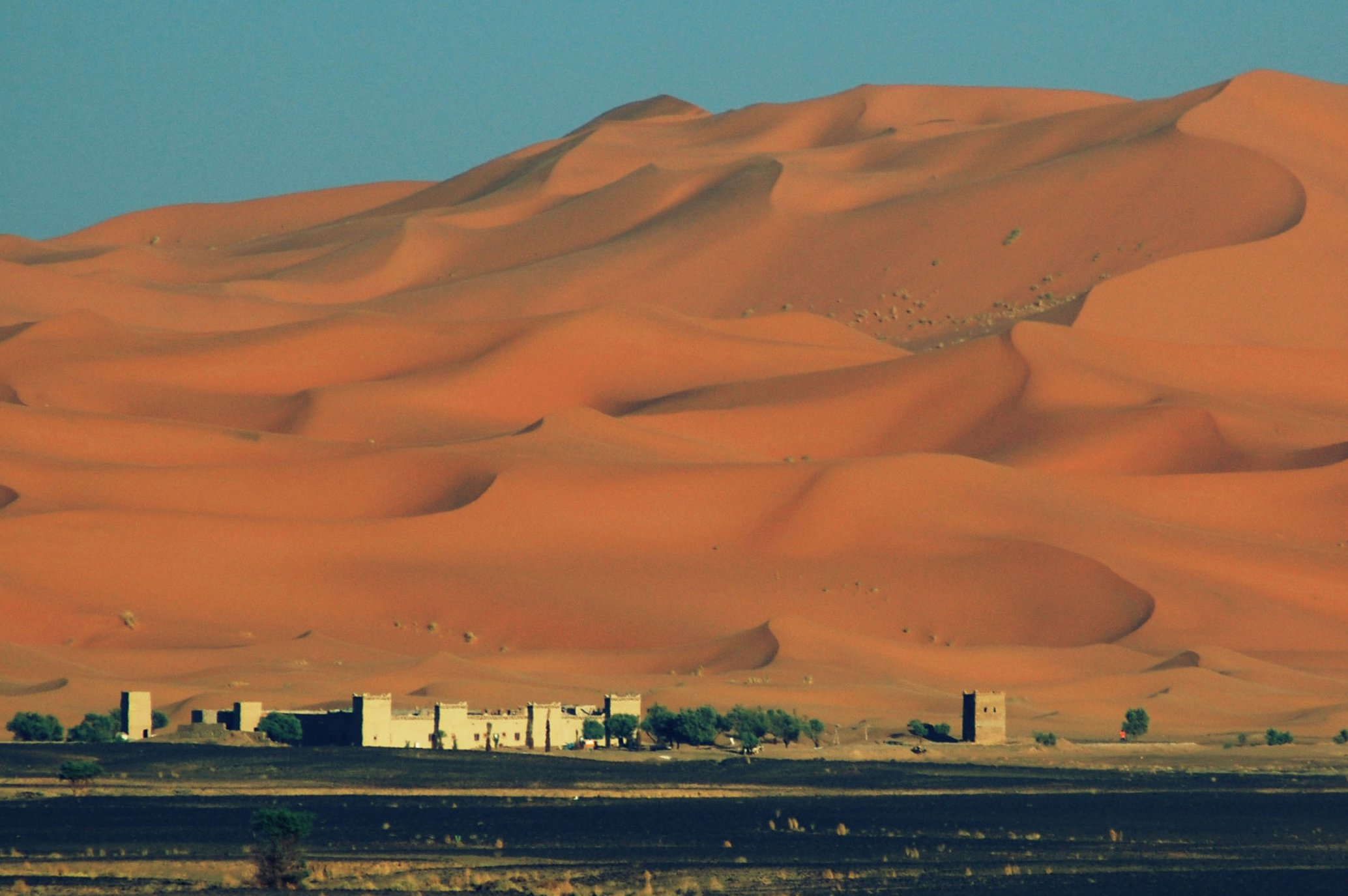
Merzouga met op de achtergrond de Erg Chebbi